# Peñarol Sport Club
O Peñarol Sport Club foi um clube brasileiro de futebol da cidade de Fortaleza, capital do estado do Ceará.
Fundando em 1 de Abril de 1934, participou ativamente do campeonato estadual cearense de futebol de 1936 a 1944 e 1947 a 1949. Em 1939, chegou a ser campeão do Torneio Início do Ceará.

## Títulos

### Estaduais
- Torneio Início do Ceará: 1939.

## Estatísticas

### Participações em Campeonato Cearense
| Ano  | Posição |
| 1936 | 4º      |
| 1937 | 4º      |
| 1938 | 11º     |
| 1939 | 3º      |
| 1940 | 7º      |
| 1941 | 5º      |
| 1942 | 5º      |
| 1943 | 6º      |
| 1944 | 6º      |
| 1947 | 5º      |
| 1948 | 6º      |
| 1949 | 5º      |